# Thierry Tanoh
 (septembre 2020).
Si vous disposez d'ouvrages ou d'articles de référence ou si vous connaissez des sites web de qualité traitant du thème abordé ici, merci de compléter l'article en donnant les références utiles à sa vérifiabilité et en les liant à la section « Notes et références ».
Thierry Tanoh, né le 20 avril 1962 à Nogent-sur-Marne, est un homme politique ivoirien.

## Biographie

### Jeunesse et études
Thierry Tanoh est né à Nogent-sur-Marne, en banlieue parisienne.
Thierry Tanoh fait l’essentiel de ses études en Côte d’Ivoire. Formé dans le public, il obtient son baccalauréat scientifique au lycée scientifique de Yamoussoukro. Il entre ensuite à l’École supérieure de commerce d’Abidjan (ESCA) d’où il sort muni de son diplôme en 1985.[réf. souhaitée]

### Parcours professionnel
En 1992, il entre à université Harvard grâce à une bourse octroyée par le président Félix Houphouët-Boigny.
Le 1er juillet 2008, il est nommé vice-président pour l'Afrique subsaharienne, l’Amérique latine et Caraïbes, et Europe de l'Ouest de la Société financière internationale (SFI), et devient ainsi à 47 ans, le premier Africain francophone à occuper, au sein des institutions de Bretton Woods, un poste de vice-président opérationnel.
En 2012, il devient directeur général de la banque panafricaine Ecobank.
Il est ensuite nommé secrétaire adjoint de la Présidence de la République de Côte d'Ivoire, avant de devenir, le 11 janvier 2017, ministre du pétrole, de l’énergie et des énergies renouvelables.
En décembre 2018, il quitte le gouvernement. Il se consacre à ses activités de consultant et de militant au sein de sa famille politique, le PDCI-RDA.
Il est nommé, en mars 2019, secrétaire exécutif chargé des études, de la prospective et des finances du parti.
En novembre 2021, Thierry Tanoh est nommé vice-président du PDCI.